# Amir Qayyum
Amir Qayyum (* 1981) war ein pakistanischer Serienmörder. Qayyum ermordete 14 Obdachlose in Lahore.

## Biografie
Aamir Qayyums Familie verließ ihn, als er ein Kind war und er lebte danach bei seinem Onkel mütterlicherseits. Im Jahr 2003 wurde sein Onkel ermordet. Die Polizei hatte am 28. Februar 2004 einen Verdächtigen für den Mord verhaftet, aber dieser starb unter ungeklärten Umständen in der Haft, sein Tod wurde offiziell als Selbstmord bezeichnet. Qayyum verfiel daraufhin in Drogenabhängigkeit.
Er lebte ein sehr einfaches Leben in Lahore und verdiente Geld durch das Waschen von Autos.
Im Juli 2005 wurde er verhaftet, nachdem er von einem Sicherheitsmann bei seinem letzten Mord beobachtet worden war. Als der Sicherheitsmann um Hilfe rief, ergriff ein nahender Passant Qayyum und eine Polizeistreife konnte ihn festnehmen.
An Qayyums Kleidung wurden Blutspuren entdeckt, ebenso wie weitere DNA-Spuren der Opfer in seinem Haus.
Qayyum gestand 14 obdachlose Männer in seiner Heimatstadt ermordet zu haben. Weitere zwei Personen überlebten seine Angriffe schwer verletzt. Er zertrümmerte seinen Opfern die Köpfe mit großen Steinen mit einem Gewicht von 10 bis zu 35 Kilogramm die er in einem Anfall von Wut anhob und herabschnellen ließ.
Nach seiner Verhaftung gab er als Motiv für seine Morde an er habe „Rache an der Gesellschaft üben wollen“ da sein Onkel ermordet worden sei. Steine habe er verwendet, weil diese einfach auf der Straße gelegen haben. Qayyum wurde von Polizeibeamte nach seiner Verhaftung als Psychopath beschrieben.
Ein Gericht verurteilte ihn im Jahr 2006 wegen 13-fachen Mordes zum Tode, da eines seiner Opfer unauffindbar war.